# Haus Hoßfeld

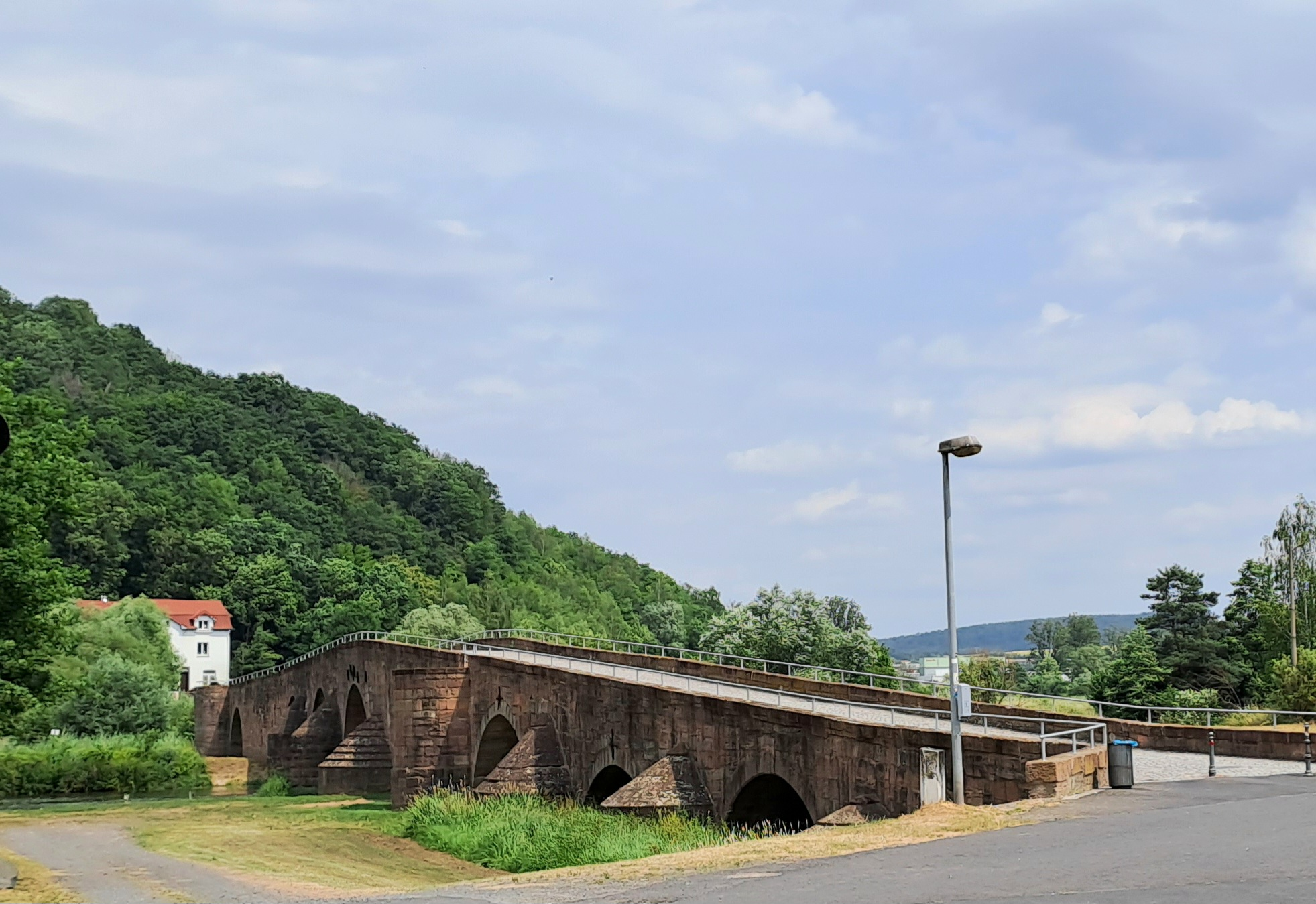
Brücke, auf der einst die Grenze zwischen DDR und BRD verlief

Haus Hoßfeld ist ein Gebäude im ehemaligen Grenzgebiet der Bundesrepublik Deutschland und der Deutschen Demokratischen Republik. Das Haus lag auf der Landesgrenze im Ortsteil Weidenhain der Marktgemeinde Philippsthal in Hessen an einer mittelalterlichen Steinbrücke (heute Werrabrücke Vacha/Brücke der Einheit genannt), die hinüber zum thüringischen Vacha an der Werra führt.

## Geschichte
Das Haus Hoßfeld mit einer angegliederten Druckerei wurde 1890 auf hessischem Gebiet direkt an der Landesgrenze zu Thüringen erbaut. Die Hoßfeld’sche Hofbuchdruckerei war Herausgeber der Rhönzeitung, die zwischen 1893 und 1941 als Tageszeitung vor allem im Thüringer Raum erschien. Da die Steuern im damaligen Preußen etwas niedriger waren als im benachbarten Thüringen, war als Firmensitz Philippsthal-Vacha eingetragen. 1924 errichtete man einen Anbau an das Firmengebäude, und somit expandierte die Druckerei über die damaligen Landesgrenzen hinaus. Zwei Druckmaschinen wurden in den Anbau verlegt, der sich auf Thüringer Gebiet befand.
Als sich in der Nachkriegszeit der Eiserne Vorhang mehr und mehr schloss, verlief die Grenze zwischen der amerikanischen und der sowjetischen Besatzungszone und somit auch zwischen der Bundesrepublik und der DDR so durch das Hoßfeld’sche Haus, dass etwa elf Zwölftel auf hessischer Seite lagen und ein Zwölftel auf Thüringer Seite. „Für die Zonenzugehörigkeit des Gesamtgebäudes galt das Motto: Dort, wo die Haustüre liegt, dorthin gehört auch das Anwesen.“ Das Haus lag damit auf dem Gebiet der damaligen SBZ und späteren DDR. Seine Postadresse lautete dementsprechend: Vacha/Rhön, Siechenborn 1. Alle Häuser im Ortsteil Weidenhain bezogen seit der Elektrifizierung der Stadt Vacha von dort ihren Strom. Auch Telefon und Gasleitungen kamen von dort; lediglich das Wasser kam aus Philippsthal.
Bis 1952 war ein Grenzübertritt hier noch möglich. Fotografisch dokumentiert ist, dass ein im Kali-Bergbau in Vacha tätiger Ingenieur, der in Weidenhain wohnhaft war, mittels einer Leiter am Haus Hoßfeld die Grenze überstieg, um zu seinem Arbeitsplatz zu gelangen. Über Mittag kam er heim – natürlich auch wieder mit Hilfe der Leiter. Dieser besondere Übertritt wurde ihm von der sowjetischen Kommandantur nach etlichen Verhandlungen erlaubt.
Als man die Gefahr der Enteignung befürchtete, wurde in der Silvesternacht 1951/52 die Verbindungstür zum östlichen Anbau zugemauert und im westlichen Teil eine neue Eingangstür durch die Wand gebrochen. Damit gehörte das Haus fortan zum Westen und erhielt die Adresse Philippsthal/Werra, Weidenhain 9. Der östliche Teil enthielt nur noch das Chefbüro der Druckerei samt leerem Geldschrank und Ladentisch; er durfte vom Eigentümer fortan nicht mehr betreten werden.
Im Zuge verschärfter Grenzsicherungsmaßnahmen durch die DDR 1952 wurde der Ortsteil Weidenhain von der Stromversorgung aus dem Osten abgeklemmt. Die Druckmaschinen im Haus Hoßfeld standen still; die Gemeinde Philippsthal besorgte kurzfristig ein Notstromaggregat. Bis zur Verlegung einer 5-kV-Leitung von Philippsthal nach Weidenhain dauerte es noch etwa zwei Jahre.
Als Ergebnis einer gemeinsamen Grenzkommission wurde 1972 der Grundlagenvertrag zwischen der Bundesrepublik Deutschland und der Deutschen Demokratischen Republik geschlossen. In einem Zusatzprotokoll wurde die Bildung einer Kommission festgelegt, die die Grenzmarkierung beider Staaten überprüfen sollte, um bei Unzuträglichkeiten praktikable Lösungen herbeizuführen. Darunter fiel auch der Grenzverlauf im Bereich des Hauses Hoßfeld. Im Sommer 1975 wurde die Grenzlinie in diesem Bereich neu vermessen und vermarkt, so dass das Haus seit dem 1. Januar 1976 vollständig dem Staatsgebiet der Bundesrepublik zugeschlagen wurde. Die Zonengrenze verlief ab diesem Zeitpunkt einige Meter um das Haus herum.